# Qixingpao Nongchang (bondby i Kina, Heilongjiang Sheng, lat 49,00, long 125,97)
Qixingpao Nongchang (kinesiska: 七星泡农场) är en bondby i Kina. Den ligger i provinsen Heilongjiang, i den nordöstra delen av landet, omkring 360 kilometer norr om provinshuvudstaden Harbin. Antalet invånare är 15 591. Befolkningen består av 7 503 kvinnor och 8 088 män. Barn under 15 år utgör 10,0 %, vuxna 15-64 år 80 %, och äldre över 65 år 9,0 %.
Runt Qixingpao Nongchang är det ganska glesbefolkat, med 34 invånare per kvadratkilometer. Det finns inga andra samhällen i närheten. Trakten runt Qixingpao Nongchang består till största delen av jordbruksmark.
Genomsnittlig årsnederbörd är 882 millimeter. Den regnigaste månaden är juli, med i genomsnitt 264 mm nederbörd, och den torraste är februari, med 8 mm nederbörd.